# Bastide des Brégues d'Or
La bastide des Brégues d'Or est une bastide située à Aix-en-Provence dans le département français des Bouches-du-Rhône et la région Provence-Alpes-Côte d'Azur.

## Historique
Elle fait l'objet d'une inscription au titre des monuments historiques depuis le 30 juin 1989.